# مسجد الشاطئ
مسجد الشاطئ هو أحد مساجد مدينة بورسعيد وهو مجاور لشاطئ المدينة و منها أخذ اسمه.

## تاريخ المسجد
أنشئ مسجد الشاطئ من قبل القوات المسلحة المصرية، وافتتح في أعياد القوات المسلحة عام 1978، وقام بتصميمة سلاح المهندسين بالجيش المصري، بعد ذلك قام أحد رجال الأعمال بإعادة بناءه مرة أخرى على طراز المسجد الأقصى، وقام بتوسيع مساحته حتى صار بالشكل الذي علية الآن، وتم افتتاحة يوم 26 ديسمبر عام 2003 في احتفالات بورسعيد بعيد النصر، ويعتبر هذا المسجد من مساجد بورسعيد المميزة ومن معالمها، ويقع في شارع الشهيد عاطف السادات (طرح البحر)، (حي المناخ)، على شاطئ بحر بورسعيد، وتراه السفن القادمة للعبور من قناة السويس.